# قلعة القليعات
قلعة القليعات، وهي عبارة عن بقايا حصن صليبي في بلدة القليعات الواقعة في منطقة عكار شمال لبنان.